# Jake Borelli
Jake Borelli (* 14. Mai 1991 in Columbus, Ohio) ist ein US-amerikanischer Schauspieler, der mit der Rolle des Dr. Levi Schmitt in Grey’s Anatomy bekannt wurde.

## Karriere
Im Alter von zehn stand Borelli zum ersten Mal in mehreren Stücken wie Der König von Narnia oder Löcher sowie Die Geheimnisse von Green Lake als Darsteller des Columbus Kindertheaters auf der Bühne. Danach arbeitete er in verschiedenen Werbeproduktionen und für das Radio.
Sein Debüt als Filmschauspieler hatte er 2007 in dem Kurzfilm Peanut Butter. Es folgten weitere Rollen in weiteren Kurzfilmen. In Psych, Suburgatory, iCarly, Navy CIS: L.A. und weiteren Fernsehserien spielte er ab 2009 unterschiedliche Gastrollen. In der für Nickelodeon produzierten Serie Die Thundermans trat er in der wiederkehrenden Rolle als deutscher Austauschschüler Wolfgang von 2015 bis 2018 in 13 Episoden auf. Ab 2017 spielte er die Rolle des Dr. Levi Schmitt in der Erfolgsserie Grey’s Anatomy. Dort startete er erst als Nebenrolle und wurde ab der 16. Staffel in den Hauptcast befördert. In derselben Rolle war er ab 2018 mit sechs Auftritten im Spin-off Station 19 zu sehen. 2024 verließ er Grey’s Anatomy. Im Film die Rückkehr der Thundermans von 2024 trat er wie schon in Die Thundermans in der Rolle des Austauschschülers Wolfgang auf.

## Privates
Borelli wurde am 14. Mai 1991 geboren und wuchs mit seinen beiden älteren Brüdern in Columbus auf. 2009 machte er seinen Highschoolabschluss an der Upper Arlington High School in Upper Arlington und entschied sich danach für ein Studium an der University of California in Los Angeles, auch um seinem Traum, beruflich als Schauspieler zu starten, näher zu kommen. Zeitgleich mit dem Outing von Dr. Levi Schmit in der US-Ausstrahlung der sechsten Episode der 15. Staffel von Grey’s Anatomy outete sich Borelli ebenfalls als homosexuell.

## Filmografie (Auswahl)
- 2007: Peanut Butter (Kurzfilm)
- 2009: Psych (Fernsehserie, 3 Folgen)
- 2010: iCarly (Fernsehserie, Folge 3x12)
- 2010: Navy CIS: L.A. (NCIS: Los Angeles, Fernsehserie, Folge 2x05)
- 2010–2011: True Jackson (True Jackson, VP, Fernsehserie, 2x05 und 3x10)
- 2011: Greek (Fernsehserie, Folge 4x08–4x09)
- 2011: Suburgatory (Fernsehserie, Folge 1x06)
- 2014: Gang Related (Fernsehserie, Folge 1x05)
- 2015–2018: Die Thundermans (The Thundermans, Fernsehserie, 13 Folgen)
- 2016: Navy CIS (NCIS, Fernsehserie, Folge 13x15)
- 2017: #Realityhigh
- 2017–2024: Grey’s Anatomy (Fernsehserie, 134 Folgen)
- 2018–2021: Seattle Firefighters – Die jungen Helden (Station 19, Fernsehserie, 6 Folgen)
- 2024: Rückkehr der Thundermans (The Thundermans Return)